# 林代爾 (喬治亞州)
林代爾（英語：Lindale）是位於美國喬治亞州弗洛伊德縣的一個人口普查指定地區。

## 地理
林代爾的座標為34°11′37″N 85°10′25″W / 34.19361°N 85.17361°W，而該地最高點為海拔高度203米（即666英尺）。

## 人口
根據2010年美國人口普查的數據，林代爾的面積為14.30平方千米，當中陸地面積為14.00平方千米，而水域面積為0.30平方千米。當地共有人口4191人，而人口密度為每平方千米293人。